# Barham and Woolley
Koordinaten: 52° 22′ N, 0° 20′ W

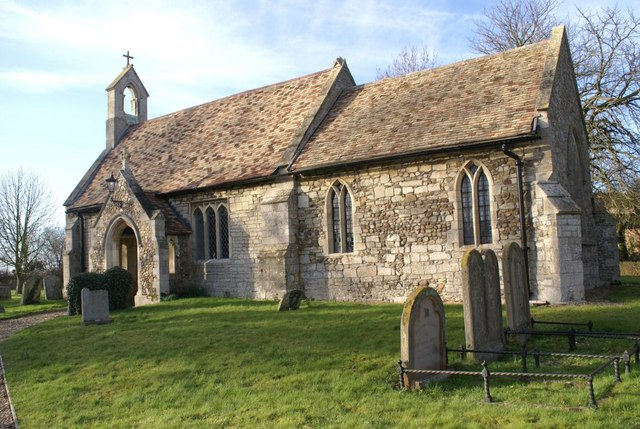
Kirche St Gilles in Barham

Barham and Woolley ist eine Gemeinde (civil parish) in Ostengland, rund 20 km südlich der Stadt Peterborough. Sie zählt historisch zur Grafschaft Huntingdonshire, die 1974 im Zuge einer Verwaltungsreform der Grafschaft Cambridgeshire einverleibt wurde. Die Gemeinde umfasst eine Fläche von 7,64 km² und zählte im Jahr 2006 nur 60 Einwohner.
Sie besteht aus den beiden Weilern Barham und Woolley, die 1935 zunächst zu einer Kirchengemeinde (ecclesiastical parish) zusammengeschlossen wurden; 1965 wurde sie in eine Zivilgemeinde umgewandelt.
Das Dorf Barham liegt auf einer Anhöhe in einer hügeligen Landschaft mit fruchtbaren Lehmböden. Es wurde erstmals als Bercheham im 9. Jahrhundert urkundlich bezeugt. Es gehörte von jeher den zum Gut Spaldwick, das 991 in den Besitz der Abtei Ely gelangte. Die Dorfkirche stammt vermutlich aus dem 12. Jahrhundert, ihre heutige gotische Gestalt erhielt sie mit der Umgestaltung des Altarraums um 1300 neu, die spitzbogigen Fenster stammen aus dem 14. Jahrhundert.
Die ältesten Gemäuer der Kirche von Woolley datieren wahrscheinlich um 1300; sie wurde jedoch in den 1960er Jahren aufgegeben und teils abgerissen und ist nur als Ruine erhalten.